# Frances Burney

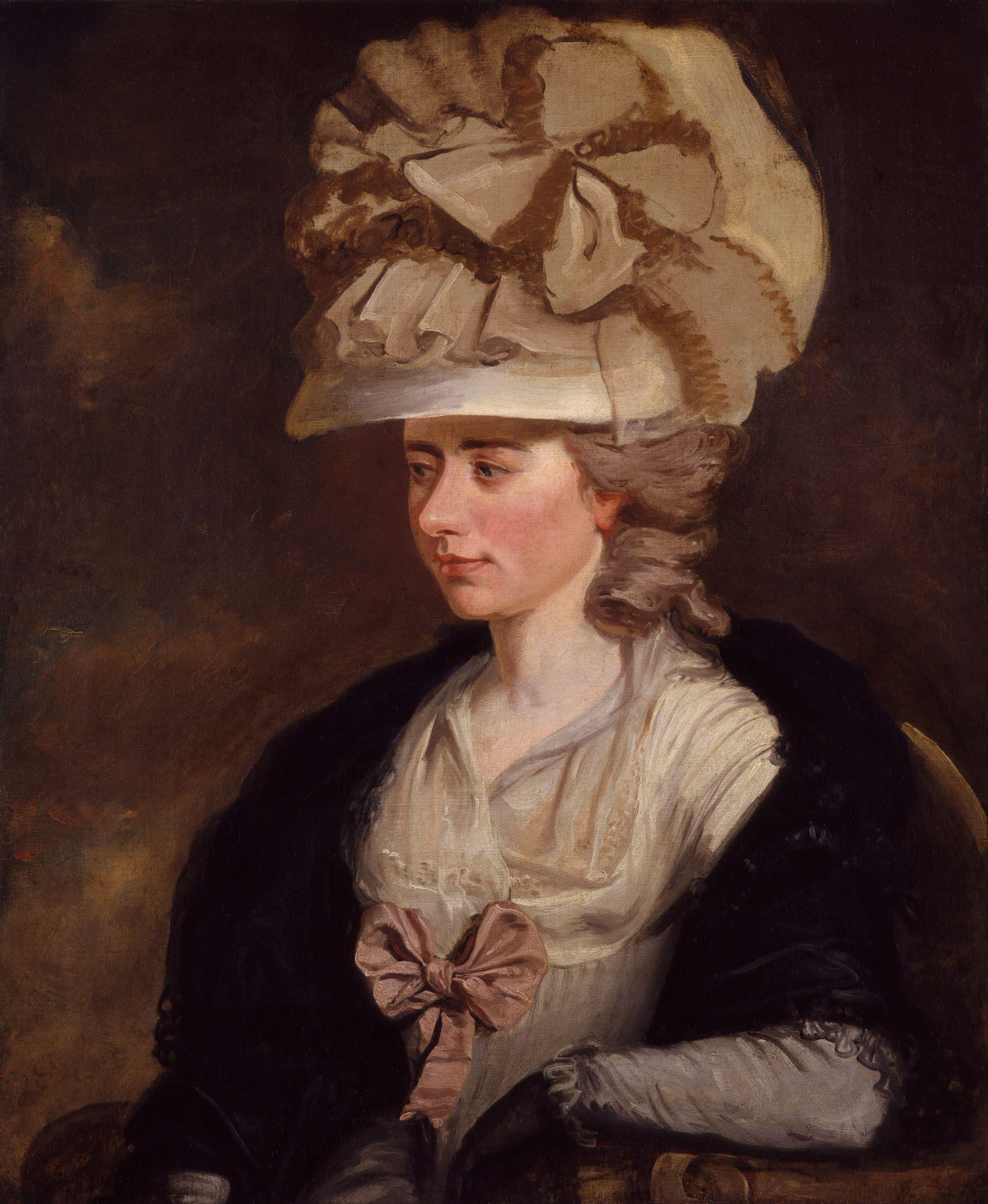
Frances Burney, de casada, por Edward Francisco Burney

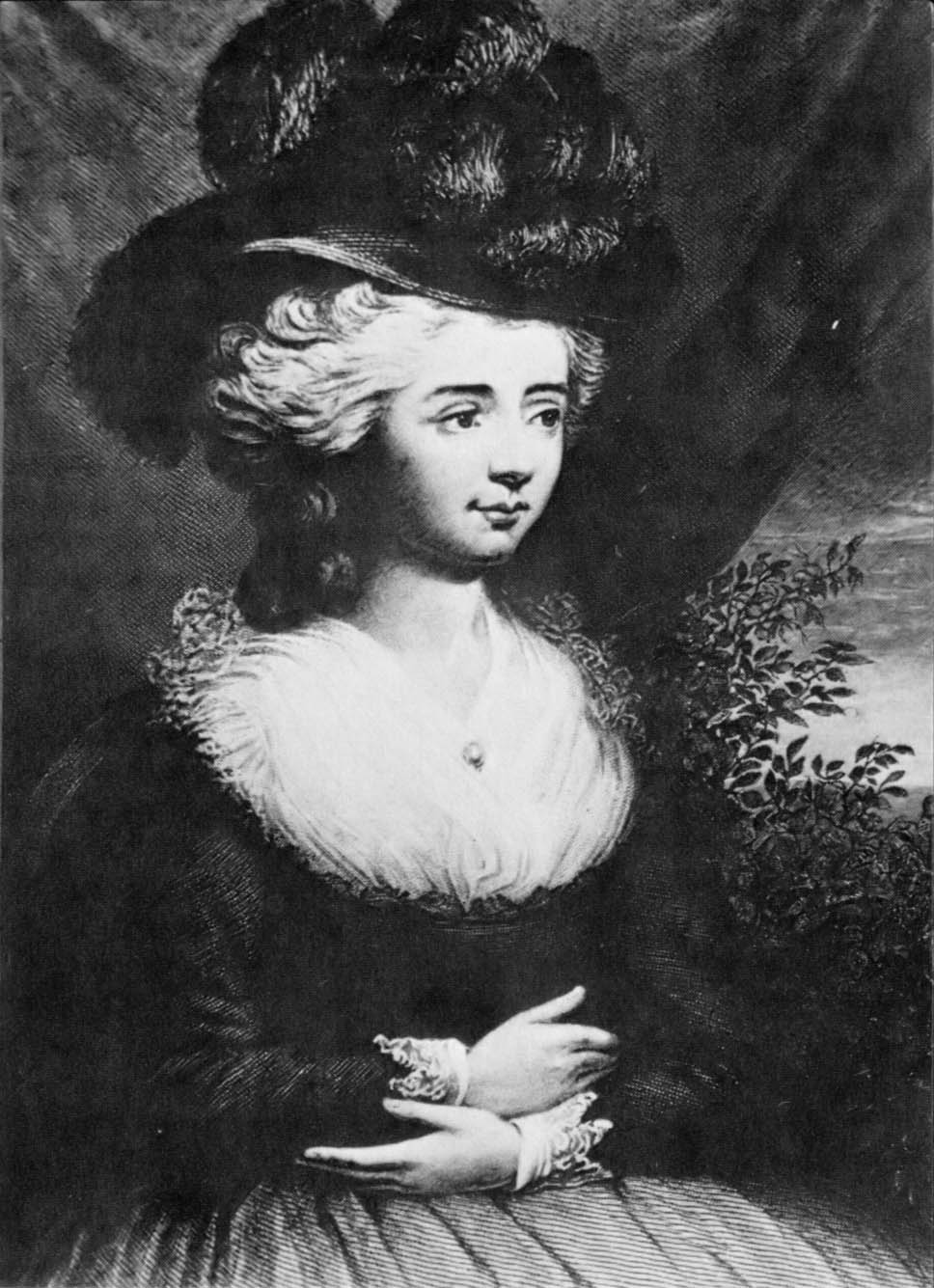
Retrato de Fanny Burney.

Frances Fanny Burney (King's Lynn, Inglaterra, 13 de junio de 1752 - Bath, 6 de enero de 1840), conocida como Fanny Burney y después de su matrimonio como Madame d'Arblay, fue una escritora de novelas británica.

## Biografía
Era hija del historiador de la música y compositor Charles Burney (1726-1814) y su primera esposa, Esther Sleepe Burney (1725-1762), hija de un refugiado francés y fallecida cuando Frances tenía diez años. Fue la tercera de los seis hijos de la pareja, y preterida por su padre en cuanto a su formación en favor de sus hermanas, que él consideraba más inteligentes; en realidad, Frances padecía dislexia y, a pesar de no haber tenido formación escolar, su espíritu de superación le hizo aprender a leer y a escribir por sí misma y acceder a una cultura autodidacta; comenzó a escribir a los diez años y a los veinte publicó su primera obra, que ella llamaba "garabatos" y ocultaba a su familia la novela epistolar integrada por 84 cartas Evelina: la entrada al mundo de una joven dama, de forma anónima, en 1778, con enorme éxito (tuvo cuatro ediciones inmediatas); pronto se descubrió a su autora y la siguieron Cecilia en 1782 y Camilla en 1796; fuera de sus méritos intrínsecos, entre ellos un atinado talento satírico, son obras importantes porque dieron nacimiento a la llamada novela de costumbres e influyeron poderosamente en Jane Austen y en William Makepeace Thackeray. Burney se crio en una familia amante de la cultura; si bien uno de sus hermanos fue un marino militar importante, mano derecha del capitán James Cook, otro de sus hermanos fue un erudito helenista y bibliófilo, y su media hermana menor, Sarah Harriet Burney (1772-1844), también fue escritora. Era habitual en su hogar representar teatro casero.
Las novelas de la autora reflejaban las dificultades de sus jóvenes damas protagonistas al abrirse paso en la sociedad de su tiempo. Frances Burney "se deleita describiendo la tontería y las pretensiones humanas; retrata celosamente los contratiempos y los malentendidos que ensucian a menudo las relaciones sociales, sobre todo las que se producen entre miembros de clases distintas". Estimulada por Sheridan y otros autores, también escribió mucho teatro, que apenas fue representado por su carácter "inconveniente", así como un largo e interesante Diario, "uno de los mejores que se han escrito en lengua inglesa", según Robert Barnard, pero que solo se publicó tras su muerte; primero, la parte referida a su vida durante su estancia en la Corte, en 1768, en el que destaca su descripción (era ayuda de cámara de la reina) de la locura del rey Jorge III; luego, los Diarios en su integridad en 1880, en una edición supervisada por la escritora estadounidense Sarah Chauncey Woolsey. En cuanto a su teatro, solo salió a la luz una edición completa en Montreal (1995), editada por Peter Sabor, Geoffrey Sill y Stewart Cooke en dos volúmenes. Fue también una activa escritora de cartas, que se ha publicado también recientemente.
Su celebridad le hizo alternar con escritores como el dramaturgo Richard Brinsley Sheridan y ganarse los elogios del crítico más grande de su tiempo, el doctor Samuel Johnson, cuya amistad retuvo hasta su muerte; incluso fue llamada a la casa real y le ofrecieron y aceptó en 1786 el cargo de dama de compañía de la reina Carlota, con doscientas libras de renta; pero no le gustaba la absorbente vida cortesana y en 1791, exhausta y enferma, abandonó la Corte. No obstante mantuvo correspondencia con las princesas hasta su muerte. Aunque al principio simpatizó con la Revolución Francesa, pronto sus excesos la horrorizaron; pero se casó en 1793, después de haber rechazado dos propuestas más joven de otros candidatos, y ya con 42 años, y contra el deseo paterno, con un exiliado católico francés, el General Alexandre D'Arblay. Su único hijo, Alexander, nació en 1794 y fue clérigo. Después de una larga carrera como escritora, y de viajes que la llevaron a Francia por unos diez años, se estableció en Bath, Inglaterra. En 1811 sufrió una peligrosa mastectomía, que llegó a describir (en esa época no había anestesia), y en 1814 publicó su última narración, la novela histórica / gótica The Wanderer, sin éxito. Enviudó en 1818 y en 1832 su hijo el clérigo falleció con solo 38 años; en ese mismo año publicó una biografía de su padre: Memoirs of Doctor Burney, y falleció en Bath el día de Reyes de 1840.
En Camilla Burney propone un ideal de comportamiento femenino totalmente opuesto a la idea de instrucción, igualdad e independencia sostenido por Mary Wollstonecraft, afirmando que "cuál sea la instrucción adecuada para una mujer es algo que está por verse, es aún un problema que no estamos en disposición de resolver". Lanza sobre todo un mensaje moral relativo a la conducta virtuosa.La imagen propuesta de los ambientes de clase media y alta de Inglaterra es la de una sociedad snob y cruel. 
Las heroínas de Burney ingresan en la sociedad a una edad incorrecta o en situaciones desfavorables, y se ven obligadas a aprender de sus errores; pero también pueden disfrutar del amor de un buen pretendiente. Aunque sus novelas fueron inmensamente populares en vida, fueron decayendo a medida que progresivamente complicaban su estilo, que ya en Wanderer es sumamente artificioso e imita el del doctor Johnson, y tras su muerte su reputación como escritora se vio dañada por los biógrafos y críticos que sintieron que sus Diarios, publicados póstumamente, ofrecían un retrato más adecuado e interesante de la vida del siglo XVIII. Hoy, sin embargo, los críticos vuelven a sus novelas, y sus obras de teatro con renovado interés en su perspectiva de las vidas sociales y las luchas de mujeres en una cultura predominantemente orientada hacia los intereses masculinos, aunque sus diarios siguen siendo muy valiosos para los estudiosos del siglo XVIII.

## Obras
- Evelina, or, A Young Lady's Entrance into the World (1778),
- The Witlings (1779)
- Cecilia, or, Memoirs of an Heiress (1782)
- Edwy and Elgiva (1788 -1795)
- Hubert de Vere et The Siege of Pevensey (1790 -1797)
- Elberta (1791)
- Brief Reflexions Relative to the Emigrant French Clergy (1793)
- Camilla, or, A Picture of Youth (1796)
- Love and Fashion (1798 -1800)
- A Busy Day et The Woman-Hater (1801 - 1802)
- The Wanderer: Or, Female Difficulties (1814)
- Memoirs of Doctor Burney (1832)